# هارفي جيويل
هارفي جيويل (بالإنجليزية: Harvey Jewell)‏ هو محامي وسياسي أمريكي، ولد في 26 مايو 1820 في الولايات المتحدة، وتوفي في 8 ديسمبر 1881 في بوسطن في الولايات المتحدة. حزبياً، نشط في حزب اليمين والحزب الجمهوري. وقد انتخب عضو مجلس نواب ماساتشوستس.